# Fabio Cusin
Fabio Cusin (Trieste, 3 agosto 1904 – Trieste, 27 maggio 1955) è stato uno storico italiano.

## Biografia
Fabio Cusin nasce a Trieste da Cesare, cambiavalute di stirpe ebraica, e da Mariana Girardelli, di origini trentine. Dopo aver frequentato le scuole elementari in lingua tedesca, nel 1914 si iscrive all'Istituto superiore di scienze economiche e commerciali e nel 1925 consegue la laurea in Economia politica all'Università degli Studi di Firenze con una tesi sul diritto commerciale internazionale.
Negli anni fiorentini cresce in lui l'interesse per la storia, in particolar modo per quella riguardante Trieste e la Venezia Giulia. Nel 1930 pubblica il volume Appunti alla storia di Trieste. Si tratta di un'opera provocatoria che tenta di rimodellare la visione della storia triestina, tramandata dai canoni interpretativi della scuola storicista di stampo liberal-nazionale. Per le sue posizioni nettamente contrastanti con l'ideologia fascista allora dominante, Cusin deve affrontare serie difficoltà per inserirsi nel mondo accademico e intellettuale. Ciononostante continua a pubblicare saggi storici; nel periodo tra il 1932 e il 1938 si occupa soprattutto del Settecento triestino, rompendo con la tradizione storiografica patriottico-nazionalista. Nel 1937 vengono pubblicati i due volumi del suo importante saggio Il Confine orientale d'Italia nella politica europea del XIV e XV secolo.
Nei suoi scritti, Cusin tenta di ravvalorare la tradizione autonomista di Trieste, optando per una visione multiculturale e multietnica della storia triestina. Negli anni del tardo fascismo sviluppa un atteggiamento sempre più contrastante con la tradizione centralista della politica italiana post-risorgimentale, avvicinandosi a posizioni democratiche e federaliste. Dopo il 1945 ed una breve militanza nel Partito d'Azione, Cusin rigetta completamente la tradizione irredentista e si sposta su posizioni espressamente indipendentiste. Come redattore del giornale Il Corriere di Trieste difende vigorosamente il progetto del Territorio Libero di Trieste. Per Cusin una Trieste democratica e indipendente significherebbe la soluzione dell'ambiguità storica della città ed un passo decisivo verso una politica inclusiva nei confronti delle popolazioni slave, e, inoltre, la condizione necessaria per la sua rinascita economica.
Nel 1950, ottiene la cattedra di storia all'Università di Urbino, continuando la sua triplice carriera di storico, giornalista ed attivista politico. Nel 1948 esce il suo libro più noto, il polemico Antistoria d'Italia, nel quale analizza, non dissimilmente da quanto aveva fatto Giuseppe Prezzolini, la piaga del centralismo e del "deficit politico e democratico" nella storia amministrativa e culturale italiana. I suoi volumi successivi - particolarmente il provocatorio L'Italia unita. 1860-1876 del 1952 - suscitano aspre critiche nell'ambiente degli storici italiani.
Nel 1952 viene eletto consigliere comunale per la lista indipendentista Blocco Triestino, incarico che svolge fino alla morte avvenuta nel 1955.

## Opere
- Appunti alla storia di Trieste. Trieste, presso la Libreria L. Cappelli, 1930.
- Un aspetto caratteristico della coltura triestina nell'opera di Domenico Rossetti e di Attilio Hortis. Trieste, Regia Università di Trieste, 1931.
- Le condizioni giuridiche di Trieste e le riforme dell'amministrazione comunale nella prima metà del secolo XVIII. Trieste, Officine grafiche della editoriale Libraria, 1932.
- Precedenti di concorrenza fra i porti del mare del Nord ed i porti dell'Adriatico: Saggio sul commercio del porto di Trieste nel secolo XVIII (1750-1776). Trieste, Regia Università di Trieste, 1932.
- Economia pura, capitalismo e vita morale nel pensiero di Giammaria Ortes. Trieste, Regia Università di Trieste, 1933.
- I rapporti tra la Lombardia e l'Impero dalla morte di Francesco Sforza all'avvento di Lodovico il Moro: (1446-1480). Trieste, Regia Università di Trieste, 1934.
- La vita e l'opera di Antonio de' Giuliani. Trieste, Stabilimento Tipografico Mutilati, 1934.
- L'Impero e la successione degli Sforza ai Visconti. Milano, Tipografia Antonio Cordani, 1936.
- Documenti per la storia del confine orientale d'Italia nei secoli XIV e XV. Trieste, Editoriale libraria, 1936.
- Le aspirazioni straniere sul ducato di Milano e l'investitura imperiale, 1450-1454. Milano, Tipografia Antonio Cordani, 1937.
- I primi due secoli del principato ecclesiastico di Trento. Urbino, Stabilimento Tipografico Editoriale Urbinate, 1938.
- Le relazioni tra l'Impero ed il ducato di Milano dalla pace di Lodi alla morte di Francesco Sforza, 1454-1466. Milano, Tipografia Antonio Cordani, 1938.
- Geminiano Montanari e la teoria del valore. s. n. 1940.
- Storia d'Europa: (1250-1789). Urbino, Feltria, 1941.
- Storie d'Italia: antologia storica per la seconda classe della scuola media. Udine, Idea, 1941.
- Storie dell'Ellade e di Roma: Antologia storica per la prima classe della scuola Media. Udine, Idea, Ist. Delle Edizioni Accademiche, 1941.
- Introduzione allo studio della storia. Urbino, Armando Argalia editore, 1942.
- Storie dell'Italia nuova: Antologia storica per la terza classe della scuola Media. Udine, Idea, Ist. Delle Ediz. Accademiche, 1942.
- Storia antica dell'Oriente e dell'Ellade: Per la prima classe dei licei. Udine, Idea, Ist. Delle Ediz. Accademiche, 1943.
- Umanità in cammino: corso di storia. Padova, Cedam, Casa Ed. Dott. A. Milani, 1944.
- L'italiano: realtà e illusioni. Roma, Atlantica, 1945.
- Antistoria d'Italia. Torino, Einaudi, 1948.
- Dispense di storia: Il mito della Rivoluzione francese: Università degli studi di Urbino. Anno accademico 1948-49. Urbino, A. Argalia, 1949.
- L'Italia unita: 1860-1876: saggio di una nuova sintesi storica. Udine, Del Bianco, 1952.
- Venti secoli di bora sul Carso e sul golfo: una narrazione storica. Trieste, Gabbiano, 1952.
- L'Italia unita: 1877-1887: saggio di una nuova sintesi storica, Volume secondo. Udine, Del Bianco, 1954.
- Il basso Medio Evo. Urbino, Argalia, 1963.
- La personalità storica dei Duchi di Urbino. Urbino, Edizioni della Galleria dell'Aquilone, 1970.